# Ginalloa angustifolia
Ginalloa angustifolia är en sandelträdsväxtart som först beskrevs av Elmer Drew Merrill, och fick sitt nu gällande namn av Danser. Ginalloa angustifolia ingår i släktet Ginalloa och familjen sandelträdsväxter. Inga underarter finns listade i Catalogue of Life.